# Lípa ve Velké Polomi
Hřbitovu u Kostela sv. Václava ve Velké Polomi (okres Ostrava-město) dominuje lípa velkolistá (tzv. Polomská lípa) s obvodem kmene 574 cm a výškou 20 m (údaje z roku 2010). Stáří stromu lze těžko určit, protože v historických pramenech chybí údaje, kdy byla vysazena. Jedinec se probojoval mezi 12 stromů usilujících o titul Strom roku 2007.

## Galerie

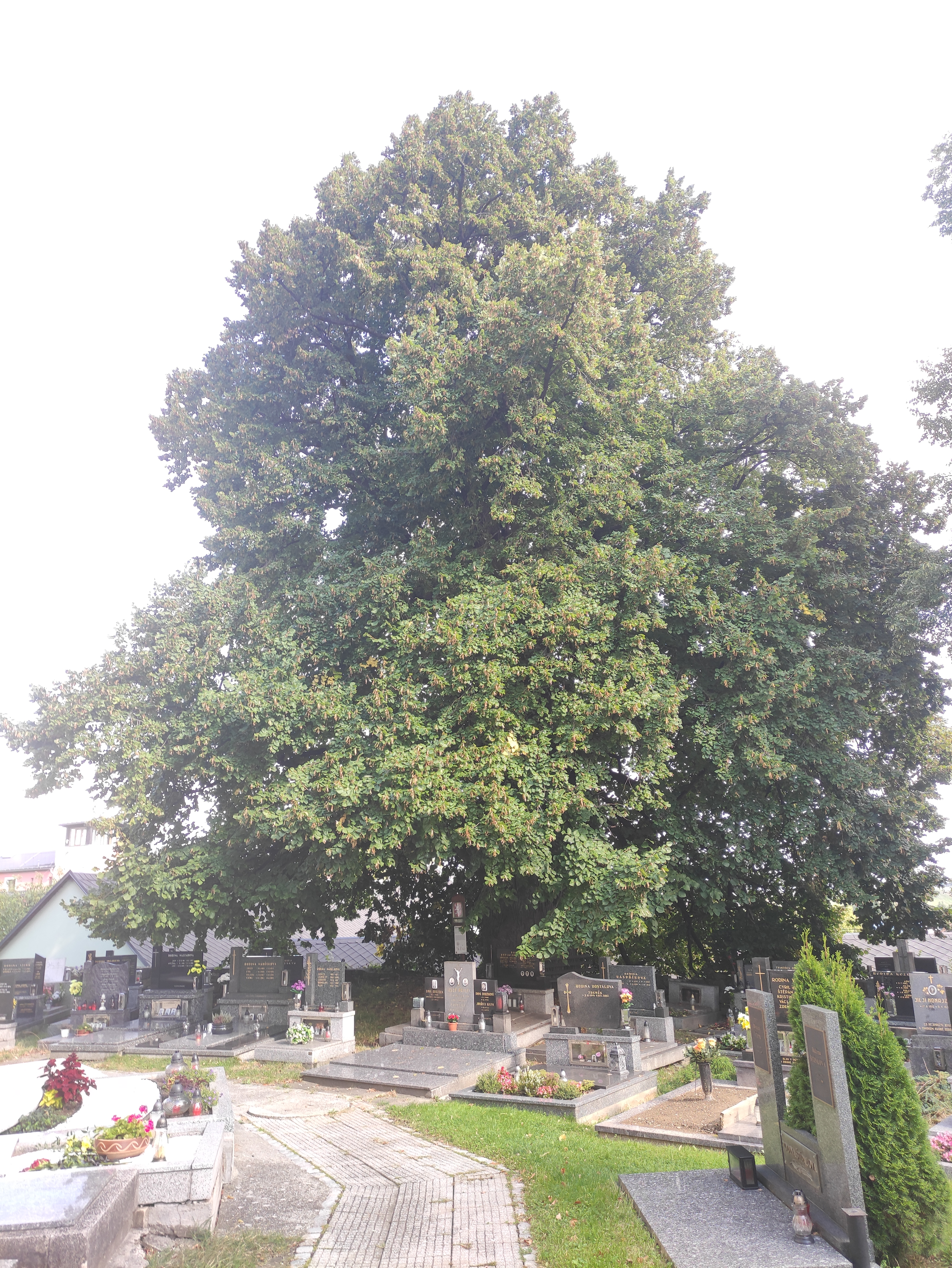
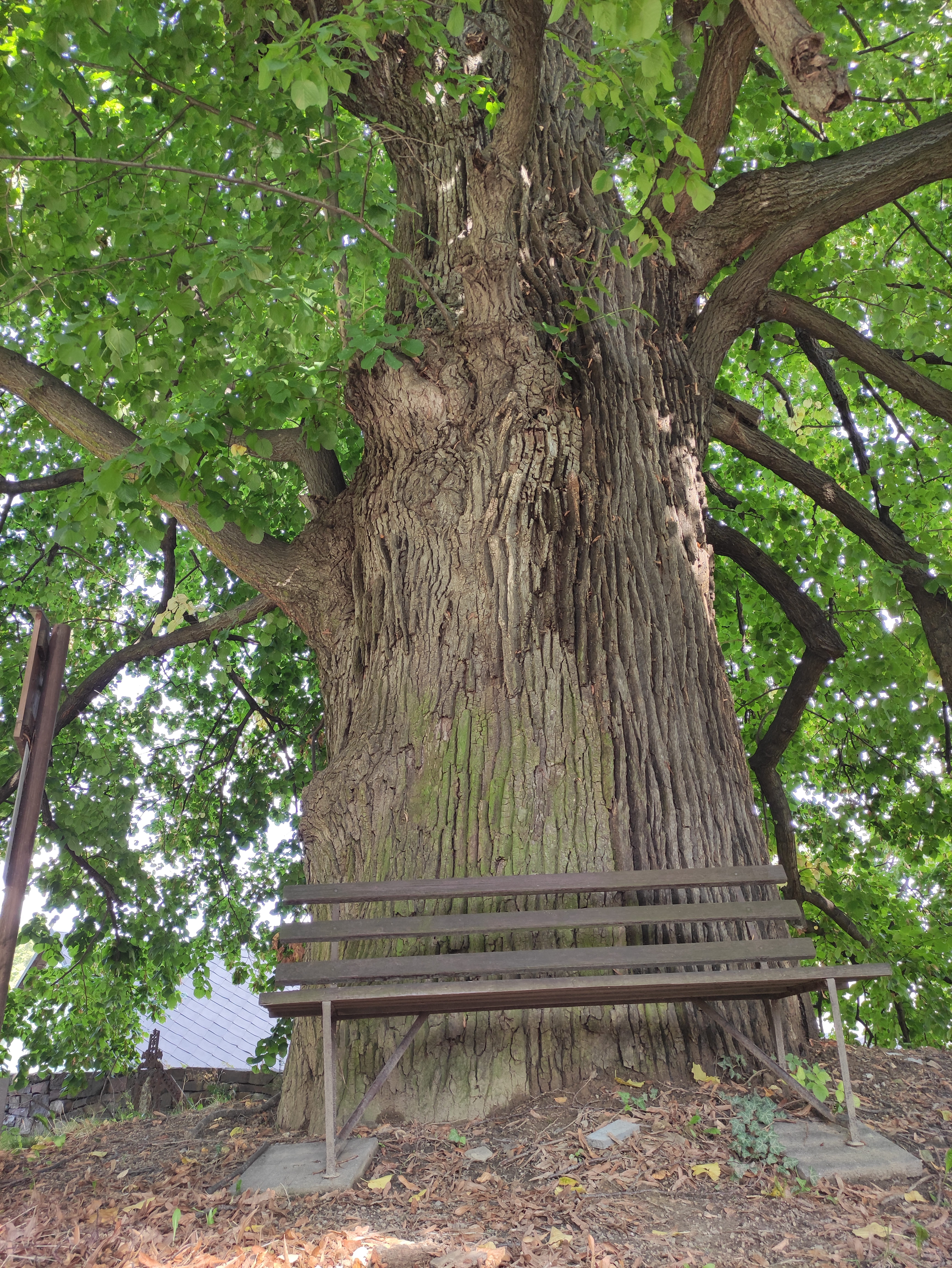
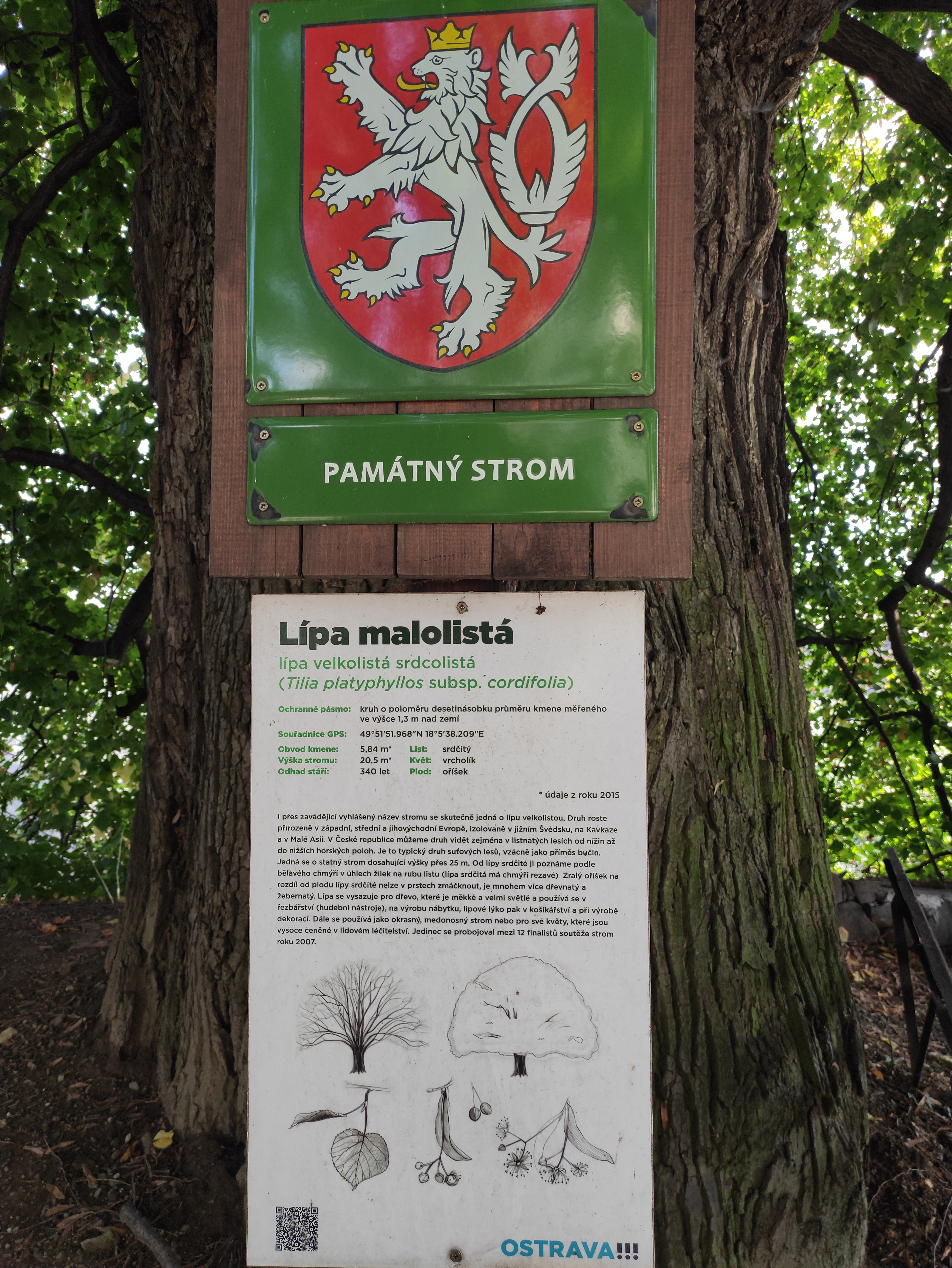